# Reppe
Reppe (deutsch früher Rispach) ist eine französische Gemeinde mit 324 Einwohnern (Stand: 1. Januar 2022) im Territoire de Belfort in der Region Bourgogne-Franche-Comté. Die Bewohner werden Reppois und Reppoises genannt.

## Geographie
Reppe liegt auf 362 m Höhe, etwa 13 Kilometer ostnordöstlich der Stadt Belfort (Luftlinie). Das ehemalige Straßenzeilendorf erstreckt sich in der Burgundischen Pforte, auf dem Plateau im Vorland der Vogesen, in der weiten Talmulde östlich des Baches Loutre (im weiteren Verlauf auch Reppe genannt).
Die Fläche des 3,88 km² großen Gemeindegebiets umfasst einen Abschnitt der nur schwach reliefierten Landschaft im Bereich der Burgundischen Pforte (Trouée de Belfort). Der zentrale Teil des Gebietes wird in Nord-Süd-Richtung von der Talebene der Loutre durchquert, die eine Breite von rund einem Kilometer aufweist. Der Bach entwässert das Gebiet über die Bourbeuse zur Allaine. Die Ebene im Vogesenvorland liegt auf durchschnittlich 360 m. Sie ist überwiegend mit Acker- und Wiesland bedeckt, zeigt aber auch einige Waldflächen. Nach Osten steigt das Gelände leicht an zum bewaldeten Plateau des Haut-Bois, auf dem mit 399 m die höchste Erhebung von Reppe erreicht wird. Im Südosten erstreckt sich das Gemeindeareal bis an den Rand des Bois de l’Épine.
Nachbargemeinden von Reppe sind Vauthiermont und Saint-Cosme im Norden, Bréchaumont im Osten, Chavannes-sur-l’Étang im Süden sowie Fontaine im Westen.

## Geschichte
Erstmals urkundlich erwähnt wird Reppe im Jahr 1331 unter dem Namen Riespach. Es gehörte damals zur Herrschaft Thann. Mitte des 14. Jahrhunderts gelangte Reppe unter die Oberhoheit der Habsburger. Zusammen mit dem Sundgau kam das Dorf mit dem Westfälischen Frieden 1648 an die französische Krone. Seit 1793 gehörte Reppe zum Département Haut-Rhin, verblieb jedoch nach dem Deutsch-Französischen Krieg 1871 als Teil des arrondissement subsistant du Haut-Rhin im Gegensatz zum restlichen Elsass bei Frankreich. Seit 1997 war Reppe zunächst mit 12 anderen Gemeinden zum Gemeindeverband Communauté de communes du Tilleul zusammengeschlossen, der 2017 in die Grand Belfort Communauté d’Agglomération aufging.

## Sehenswürdigkeiten
Die Kirche Saint-Blaise (St. Blasius) wurde 1777 errichtet. Ein typisches Beispiel der Architektur des 19. Jahrhunderts ist die Mairie-École (Bürgermeisteramt und Schulhaus), die 1846 aus rotem Sandstein aus den Vogesen erbaut wurde. Aus dem 19. Jahrhundert stammt auch die Kapelle Notre-Dame de Bellefontaine.
Siehe auch: Liste der Monuments historiques in Reppe
|  |  |

## Bevölkerung
| Jahr | Einwohner |
| ---- | --------- |
| 1962 | 207       |
| 1968 | 185       |
| 1975 | 187       |
| 1982 | 214       |
| 1990 | 241       |
| 1999 | 235       |
| 2006 | 270       |
| 2013 | 319       |
| 2020 | 336       |

Mit 324 Einwohnern (1. Januar 2022) gehört Reppe zu den kleinen Gemeinden des Départements Territoire de Belfort. Nachdem die Einwohnerzahl in der ersten Hälfte des 20. Jahrhunderts abgenommen hatte (1896 wurden noch 291 Personen gezählt), wurde seit Mitte der 1970er Jahre wieder ein Bevölkerungswachstum verzeichnet.

## Wirtschaft und Infrastruktur
Reppe war bis weit ins 20. Jahrhundert hinein ein vorwiegend durch die Landwirtschaft (Ackerbau, Obstbau und Viehzucht) und die Forstwirtschaft geprägtes Dorf. Heute gibt es einige Betriebe des lokalen Kleingewerbes und ein Unternehmen des Landmaschinenbaus. Auf dem Gemeindeboden befand sich ein Teil der Pistenanlagen des 1986 stillgelegten Flugplatzes Belfort-Fontaine. Hier entsteht seit 1992 der Aéroparc, eine große Gewerbe- und Industriezone. Mittlerweile hat sich das Dorf zu einer Wohngemeinde gewandelt. Viele Erwerbstätige sind auch Pendler, die in den Agglomerationen Belfort und Mülhausen ihrer Arbeit nachgehen.
Die Ortschaft liegt abseits der größeren Straßenverbindungen an einer Departementsstraße, die von Foussemagne nach Vauthiermont führt. Der nächste Anschluss an die Autobahn A36 befindet sich in einer Entfernung von ungefähr fünf Kilometern. Weitere Straßenverbindungen bestehen mit Fontaine, Bréchaumont und Elbach.